# Platizma
Mišica platizma je površinska mišica vratu, ki se prekriva s sternokleidomastoidno mišico. Površinsko pokriva sprednjo površino vratu. Ko se skrči, povzroči rahlo nagubanost vratu in učinek "tetive" na obeh straneh vratu.

## Struktura
Mišica platizma je široka mišica, ki izhaja iz fascije, ki pokriva zgornje dele velike prsne mišice in deltoidne mišice. Njena vlakna prečkajo ključnico ter se poševno dvigajo navzgor in medializirajo vzdolž vratu. Zaradi tega je spodnji del vratu v srednji liniji brez večjega mišičnega pokrova.
Vlakna na sprednjem delu mišice z leve in desne strani se prepletajo pod in za simfizo spodnje čeljusti, kjer se v zgodnjem življenjskem obdobju zrasteta obe stranski polovici spodnje čeljusti (čeprav ne gre za pravo simfizo). Vlakna na zadnji strani mišice prečkajo spodnjo čeljust, nekatera se vstavijo v kost pod poševno črto, druga pa v kožo in podkožno tkivo spodnjega dela obraza. Mnoga od teh vlaken se prepletajo z mišicami okrog kota in spodnjega dela ust.
Včasih lahko vlakna zasledimo do mišice zygomaticus major ali do roba mišice orbicularis oris. Pod platizmo se zunanja jugularna vena spušča od kota spodnje čeljusti do ključnice.

## Inervacija
Nervus Facialis (n. VII)

## Krvna oskrba
Mišico platizmo oskrbujejo veje submentalne arterije in supraskapularne arterije.

## Funkcija

### “Gubanje“
Kadar je v delovanju celotna mišica platizma, povzroči rahlo nagubanje površine kože vratu v poševni smeri (pod kotom glede na sredinsko linijo). Na obeh straneh vratu, kjer se vlakna oddaljujejo od srednje črte, ustvarja značilen učinek "tetive". -> gubanje kože vratnega predela.

### Premikanje čeljusti in ust
Sprednji del mišice platizme, najdebelejši del mišice, stiska spodnjo čeljust. Prav tako spušča spodnjo ustnico in ustni kot v mrčesu. Vendar ima mišica platizma le manjšo vlogo pri zatiskanju spodnje ustnice, ki ga opravljata predvsem mišica depressor anguli oris in mišica depressor labii inferioris.

## Klinični pomen

### Poškodbe
Mišica platizma je občutljiva na poškodbe vratu, ki lahko prodrejo vanjo, saj je površinska in tanka. Kot penetrantne poškodbe vratu lahko opredelimo vse poškodbe, ki v celoti prodrejo skozi mišico platizmo, zato je ta pomemben mejnik. Za prikaz arterij in ven, na primer pri kompleksnih poškodbah zaradi strelnih ali vbodnih ran, se lahko uporablja CTA (računalniška tomografska angiografija), ki je uporabna za prikaz morebitnih poškodb mišice. tako se zmanjša število eksplorativnih operacij, ki jih je treba izvesti, in s tem izboljša obravnava stanja.

### Kirurgija
Gubanje kože vratu, ki je posledica zmanjšanja mišičnega tonusa in posledično stanjšanja in skrajšanja mišic, je sekundarni zaplet paralize obraznega živca in je lahko povezano z normalnim procesom staranja. S starostjo postanejo najbolj opazni pasovi na vratu v predelu nad mišico platisma. Ti se lahko poslabšajo z dvigovanjem uteži ali postopki faceliftinga. To lahko imenujemo diskinezija platizme ali "puranji vrat".
Uporabi se lahko konzervativno zdravljenje. Druga možnost so injekcije botulinumtoksina in platizmaflastika. Platysmaplastika je operacija na tem področju, ki je lahko odprta ali zaprta; pri slednji se uporablja specializiran instrument, imenovan plastimotom, ki omogoča operacijo brez rezov. Da se simptomi zmanjšajo, sta potrebna približno dva tedna[9].
Maščobno tkivo se nahaja nad mišico platisma, zato je liposukcijo vratu mogoče izvesti dokaj enostavno, ne da bi jo bilo treba prebadati. Pomembno je tudi, da mišice platisma ne poškodujemo, da preprečimo krvavitev.